# ウルドゥズ駅
ウルドゥズ駅（アゼルバイジャン語: Ulduz) は、アゼルバイジャンの首都バクー市内で運行されるバクー地下鉄の系統1（1号線、俗称はレッドライン）の駅で、1970年5月5日にレッドラインが延伸された事に伴う新駅として設置されて開業した。駅名の「ウルドゥズ」は、アゼルバイジャン語で「星」を意味する。
本駅は、ナリマン・ナリマノフ駅とコログル駅の間にある。本駅では、電車の到着に合わせてアゼルバイジャンの作曲家トフィク・クリーエフの曲『テズ・ガル』のフレーズが流れるので、駅構内または電車内で耳にすることが出来る。

## 建築構造
駅の2つの出入口の建築構造は控えめな造りになっている。両側のエントランスの壁と柱は、ウズベキスタンの「ガズガン」産の大理石で造られている。エントランスの床は花崗岩の間に白い大理石の敷石を点在させながら敷き詰められている。開口部の階段からエントランスを抜けると、大理石のタイルで覆われたホール（大広間）に至る。そこで浮き彫りで彫られた銅のレリーフを目にすることが出来る。そこに彫られたレリーフの中に、電化を主題としたウラジーミル・レーニンの言葉も彫られている。「共産主義 — ソビエトの権力は全国の電化によってこそ高められる。」レリーフでは、バクーの労働者の伝統的で国際的な連帯と友情の様子が彫られている。
「星」と名付けられた駅 - その柱は低く造られており、駅の照明は非常に独特である。天井は幅1メートルの鋸歯状に作られ、両側から伸びた屋根は互いに接近しないよう距離が設けられている。鋸の歯の構造にした筋状のその形は「鋸」と呼ばれている。天井の白塗りは、歯の隙間に取り付けられた蛍光灯からの光をよく反射し、それによって駅構内の空間の良好な照明を実現している。ホールに沿って、白い大理石で造られた多面体柱が二列に並ぶ。それら柱の磨き上げられた面の接合部に、硬く耐食性も高い保護皮膜であるアルミニウムの陽極酸化皮膜を作るアルマイト処理を施した筋が入れられるが、この処理を加えることにより、柱の均整も整えられる。ホールの床には黒と緑がかった色の花崗岩の間に白い大理石を点在させるように敷き詰めている。床の配置パターンは、アゼルバイジャンの絨毯に典型的なパターンを踏襲している。線路の壁はダシュキャサン産の大理石と花崗岩に覆われているが、線路脇の底面に当たる個所は黒い花崗岩だけで構成されている。

## 1995年バクー地下鉄火災
1995年10月28日、本駅とナリマン・ナリマノフ駅の区間で、本駅からナリマン・ナリマノフ駅に向かう地下鉄車両で「1995年バクー地下鉄火災」と呼ばれる火災事故が発生した。この事故では乗客286人（うち子供28人）と救助隊員3人の計289人が死亡、270人が負傷し、史上最大規模の地下鉄事故であると考えられている。